# Lagos de Tristaina
Los lagos de Tristaina son un conjunto de lagos del Principado de Andorra, situados en el Circo de Tristaina, en la parroquia de Ordino, a unos 2306 metros de altitud.

## Descripción
El conjunto está formado por tres lagos:
- Estany Primer, situado a 2249 m s. n. m. y con 2 hectáreas de superficie.
- Estany del Mig, situado a 2298 m s. n. m. y con 3,4 hectáreas de superficie.
- Estany de Més Amunt, situado a 2306 m s. n. m. y con 12 hectáreas de superficie.[2]

La excursión a los lagos de Tristaina es una de las más populares de Andorra.